# Steven Wilson (Cut)
Steven (Steve) Wilson (ur. 30 maja 1967 w Dumfries) – brytyjski gitarzysta rockowy.
Wilson wywodzi się ze szkockiej rodziny o tradycjach muzycznych, zaczął jednak grać na gitarze dopiero w wieku dwunastu lat, a jako nastolatek występował we własnych grupach metalowych, m.in. z młodszym bratem, Rayem Wilsonem. Gdy w 1986 Ray wyjechał do Edynburga, Steve na kilka lat zrezygnował z muzykowania. Od 1990 występował w grupie Guaranteed Pure kierowanej przez brata, a po jego odejściu do Stiltskin sam pokierował dalszą działalnością grupy.
W 1999 Steve Wilson przyłączył się do grającej hard rocka grupy Cut, której liderem był jego brat, wtedy już były wokalista Genesis. Współkomponował materiał z albumu Millionairhead. Po rozwiązaniu grupy kontynuuje współpracę z bratem, wspierając go jako instrumentalista w karierze solowej, która czerpie z jego artrockowych doświadczeń. Gra na gitarze elektrycznej, akustycznej i dwunastostrunnej.